# Ulf Sivertsson
Ulf Göran "Tubbi" Sivertsson, född 5 september 1962 i Halmstad, är en svensk handbollstränare och före detta handbollsspelare. Sivertsson var spelare i HK Drott 1982–1993, tränare 1996–2001 och åter 2009–2014. Tillsammans med sin bror Thomas Sivertsson var han 2001–2009 verksam i den danska klubben KIF Kolding.

## Tränarmeriter
- Svensk mästare två gånger (1999 och 2013) med HK Drott
- Dansk mästare fyra gånger (2002, 2003, 2005 och 2006) med KIF Kolding